# Varmsätra
Varmsätra är en småort i Norrby socken i Sala kommun. Varmsätra ligger även nära Heby. Det finns en låg- och mellanstadieskola i Varmsätra.

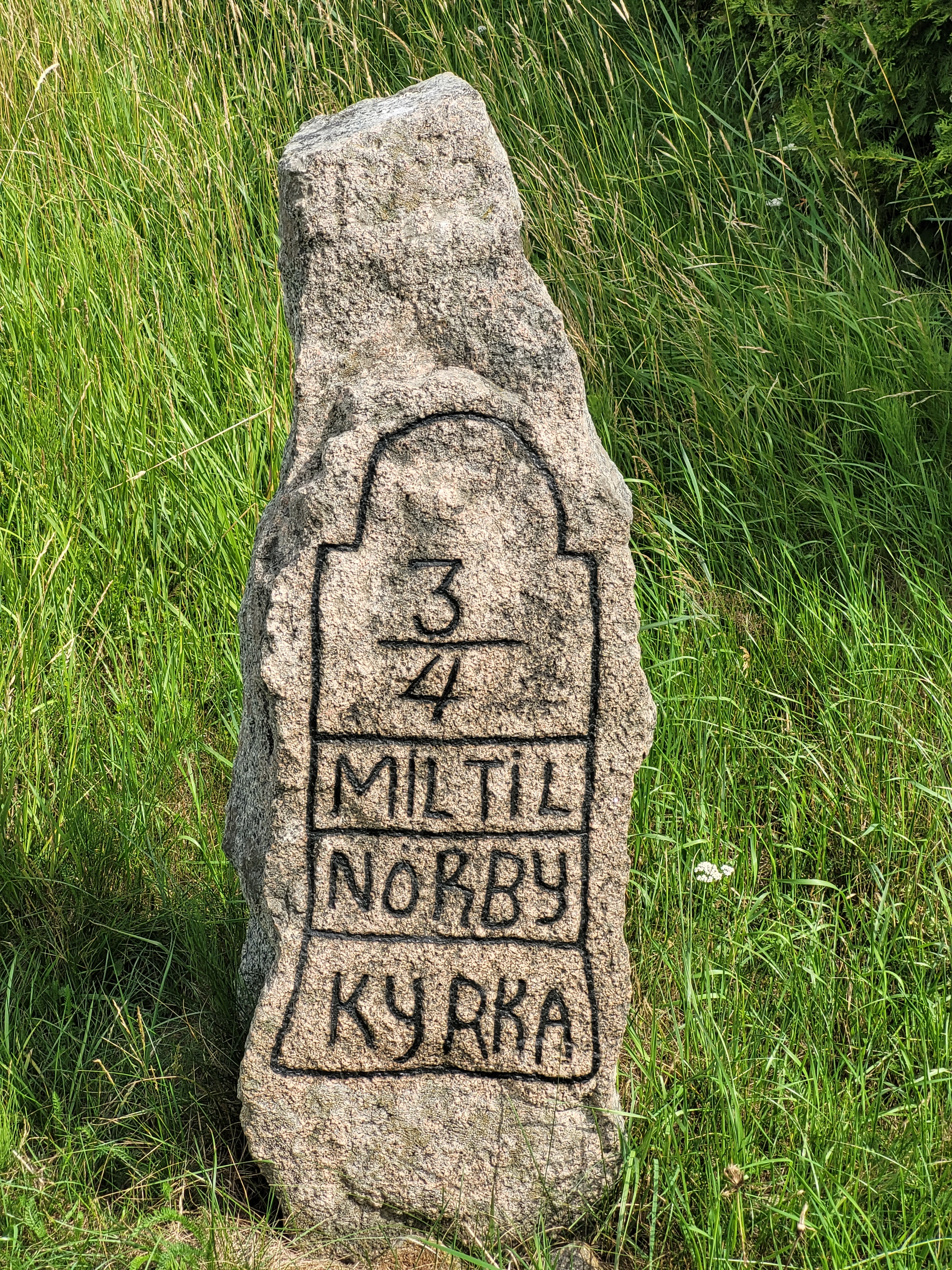
Milstolpe vid Varmsätra.